# Gierałtów
Gierałtów (Duits: Gersdorf am Queis) is een plaats in het Poolse district  Bolesławiecki, woiwodschap Neder-Silezië. De plaats maakt deel uit van de gemeente Nowogrodziec en telt 1200 inwoners.